# NGC 264
NGC 264 је лентикуларна галаксија у сазвежђу Вајар која се налази на NGC листи објеката дубоког неба.
Деклинација објекта је - 38° 14' 4" а ректасцензија 0h 48m 20,9s. Привидна величина (магнитуда) објекта NGC 264 износи 13,4 а фотографска магнитуда 14,4. NGC 264 је још познат и под ознакама ESO 295-6, MCG -7-2-16, PGC 2831.